# Mikuláš Teich
Mikuláš Teich (24 de julho de 1918 — 16 de agosto de 2018) foi um historiador de ciências eslovaco-britânico, mais conhecido pela série de histórias em contexto nacional que co-editou com Roy Porter. Ele era casado com a historiadora econômica Alice Teichova.

## História
Mikuláš Teich nasceu em Kassa (Košice) em 24 de julho de 1918 e cresceu em uma família judia. Ele estudou medicina na Universidade Masaryk, onde se tornou politicamente ativo. Após a invasão alemã em março de 1939, ele e seu irmão mais velho decidiram emigrar e chegaram a Londres em abril de 1939. Ajudado pela família Montefiore, ele se formou em química pela University College, Exeter. Ele passou a estudar na Universidade de Leeds, ingressando no Partido Comunista ao lado de Alice, que se tornou sua esposa em 1944. Depois que ele obteve seu doutorado em 1946, eles retornaram a Praga. No entanto, Teich estava lá rotulado como "elemento destrutivo" e perdeu o emprego no departamento de química. Ele foi reintegrado como membro do Partido em 1963. Após a repressão da primavera de Praga, ele e Alice conseguiram fugir para a Alemanha Ocidental e para a Inglaterra. Lá, Joseph Needham encontrou emprego para ele no Caius College até se tornar um membro fundador do Robinson College, Cambridge. Ele permaneceu membro de Robinson até o final de sua vida, em 16 de agosto de 2018.

## Obras

### Livros
- (ed. com Robert Young) Changing perspectives in the history of science: essays in honour of Joseph Needham, 1973
- (com Alica Teichova) Two essays on central European economic history, 1981
- (ed. com Roy Porter) The Enlightenment in national context, 1981
- (ed. com Roy Porter) Revolution in history, 1986
- (ed. com Roy Porter) Romanticism in national context, 1988
- (ed. com Roy Porter) Fin de siècle and its legacy, 1990
- (ed. com Roy Porter) The Renaissance in national context, 1991
- (ed, com Roy Porter) The scientific revolution in national context, 1992
- (ed. com Roy Porter) The National question in Europe in historical context, 1992
- (ed. com Dorothy M. Needham) A documentary history of biochemistry, 1770-1940, 1992
- (ed. com Roy Poter) The Reformation in national context, 1994
- (ed com Roy Porter) Sexual knowledge, sexual science : the history of attitudes to sexuality, 1994
- (ed. com Roy Porter) Drugs and narcotics in history, 1995
- (ed. com Roy Porter) The industrial revolution in national context, 1996
- (ed. com Roy Porter e Bo Gustaffson)Nature and society in national context, 1997
- (ed.) Bohemia in history, 1998
- (com Alice Teichová) Zwischen der kleinen und der grossen Welt : ein gemeinsames Leben im 20. Jahrhundert [Between the small and the large world: a common life in the 20th century], 2005
- (ed. com Dušan Kováč e Martin D Brown) Slovakia in history, 2011
- The Scientific Revolution Revisited, 2015

### Artigos
- 'Haldane and Lysenko revisited', Journal of the History of Biology Revisited, Vol. 40, No. 3 (set. 2007), pp.557-63